# Esperanza del corazón
 (срп. Нада срца) мексичка је теленовела, продукцијске куће Телевиса, снимана 2011.

## Синопсис
Ова прича прати живот породице Дуприс, њихова разочарења, преваре, тајне и осталим проблеме свакодневнице.
Срећу ове породице уздрмаће шокантна смрт Ђанкарла Дурпис, успешног италијанског бизнисмена, који оставља супругу Лукресију са њихова два детета. Неколико година касније, Лоренса завршава удата за Алда, док је Франко у Лос Анђелесу ожењен Анхелом са којом има троје деце. Судбина се сурово поигра са Анхелом, када Франко изненада умре и остави је, због чега се сели код свекрве у Мексико. У почетку је Лукресија обожавала Анхелу, док је сада према њој себична и охола, и одувек ју је кривила за Франкову смрт. Када се нељубазност претвори у мржњу, Лукресија избацује Анхелу и своје унуке из куће. Упркос свему, Анхела не губи оно најважније — наду, остаје оптимистична да ће и њој сванути боље јутро. Нешто потом, остаје наставница балета, тамо упознаје Кристу, и упознаје Маријана човека уз којег је заборавила проблеме. Али, Анхелу поново истина ломи, када сазна да је љубавница ожењеном човеку, који је отац дечка њене ћерке Лизе. Након што ју је истина поново понизила, Анхела ће поново покушати да настави са својим животом, мислећи да је овог пута више ништа не може разочарати.

## Глумачка постава

### Главне улоге
| Глумац:         | Улога:                    |
| --------------- | ------------------------- |
| Лусија Мендес   | Лукресија Дуприс Летисија |
| Бијанка Марокин | Анхела Ланда де Дуприс    |

### Споредне улоге
| Глумац:            | Улога:                    |
| ------------------ | ------------------------- |
| Патрисио Борхет    | Маријано Дуарте           |
| Марисол дел Олмо   | Лоренса Дуприс де Кабарал |
| Лисардо            | Алдо Кабарал              |
| Агустин Арана      | Франко Дуприс Давила      |
| Тања Васкез        | Камила Морено             |
| Алехандра Авалос   | Гладиа                    |
| Фернандо Аљенде    | Орландо Дуарте            |
| Хуан Карлос Барето | Силвестре                 |
| Хулиса             | Грета Ласкураин           |
| Мане де ла Пара    | Алексис Морено            |
| Телма Мадригал     | Лиса Дуприс               |
| Кармен Ауб         | Криста Кабарал            |
| Кариме Ернандез    | Алма Алмита               |
| Емануел Орендаи    | Брандон                   |
| Алехадро Спеисер   | Дијего                    |
| Манола Дијез       | Паулина                   |
| Софија Кастро      | Еглантина                 |
| Лилија Арагон      | Ла Таћа                   |
| Габријела Самора   | Руби                      |
| Маријана Ботас     | Бритни                    |
| Барбара Торес      | Боби                      |
| Глорија Аура       | Талија                    |